# Mouret (Aveyron)
Mouret é uma comuna francesa na região administrativa de Occitânia, no departamento de Aveyron. Estende-se por uma área de 31,61 km². Em 2010 a comuna tinha 557 habitantes (densidade: 17,6 hab./km²).